# Suka Tendel
Suka Tendel is een bestuurslaag in het regentschap Karo van de provincie Noord-Sumatra, Indonesië. Suka Tendel telt 1070 inwoners (volkstelling 2010).